# Trosa
Trosa este un oraș în Suedia.

## Demografie
| \| Evoluția demografică a zonei urbane Trosa, 1970–2015 \| Evoluția demografică a zonei urbane Trosa, 1970–2015 \| Evoluția demografică a zonei urbane Trosa, 1970–2015 \| Evoluția demografică a zonei urbane Trosa, 1970–2015 \| Evoluția demografică a zonei urbane Trosa, 1970–2015 \| \| --------------------------------------------------------------------------------------- \| ---------------------------------------------------- \| ---------------------------------------------------- \| ---------------------------------------------------- \| ---------------------------------------------------- \| \| An \| \| \| Locuitori \| \| \| 1970 \| 1970 \| \| 2.173 \| 2.173 \| \| 1975 \| 1975 \| \| 3.128 \| 3.128 \| \| 1980 \| 1980 \| \| 3.688 \| 3.688 \| \| 1990 \| 1990 \| \| 4.096 \| 4.096 \| \| 1995 \| 1995 \| \| 4.235 \| 4.235 \| \| 2000 \| 2000 \| \| 4.201 \| 4.201 \| \| 2005 \| 2005 \| \| 4.633 \| 4.633 \| \| 2010 \| 2010 \| \| 5.027 \| 5.027 \| \| 2015 \| 2015 \| \| 5.836 \| 5.836 \| \| Sursa: SCB - Statistika Centralbyrån, Folkmängden per tätort. Vart femte år 1960 - 2016 \| \| \| \| \| |      |  |           |       |
| Evoluția demografică a zonei urbane Trosa, 1970–2015 |      |  |           |       |
| An |      |  | Locuitori |       |
| 1970 | 1970 |  | 2.173     | 2.173 |
| 1975 | 1975 |  | 3.128     | 3.128 |
| 1980 | 1980 |  | 3.688     | 3.688 |
| 1990 | 1990 |  | 4.096     | 4.096 |
| 1995 | 1995 |  | 4.235     | 4.235 |
| 2000 | 2000 |  | 4.201     | 4.201 |
| 2005 | 2005 |  | 4.633     | 4.633 |
| 2010 | 2010 |  | 5.027     | 5.027 |
| 2015 | 2015 |  | 5.836     | 5.836 |
| Sursa: SCB - Statistika Centralbyrån, Folkmängden per tätort. Vart femte år 1960 - 2016 |      |  |           |       |